# Platygaster filicornis
Platygaster filicornis är en stekelart som beskrevs av Walker 1836. Platygaster filicornis ingår i släktet Platygaster och familjen gallmyggesteklar. Inga underarter finns listade i Catalogue of Life.